# Бранко Жутић
Бранко Жутић био је југословенски и српски фудбалски тренер. Био је на челу репрезентације Камеруна, између 1980. и 1982.